# فالتر نوداك
فالتر نوداك (17 أغسطس 1893-7 ديسمبر 1960) هو كيميائي ألماني. أعلن هو وإيدا تاك ( تزوجا لاحقًا ) وأوتو بيرج عن اكتشاف العنصر 43 والعنصر 75 (الرينيوم) في عام 1925.

## الرينيوم
أطلق فالتر نوداك وإيدا تاك وأوتو بيرج على العنصر رقم 75 اسم الرينيوم rhenium ( باللاتينية Rhenus التي تعني " الراين ") وأعلنوا إكتشافة.  وكان الرينيوم هو العنصر الأخير الذي يتم اكتشافه كفلز أنتقالي مستقر. وكان هنري موسلي قد تنبأ بوجود هذا العنصر الغير مكتشف حتى حينة في هذا الموضع في الجدول الدوري في عام 1914 إعتمادا علي الأعداد الذرية للعناصر. في عام 1925 أعلن فالتر نوداك وإيدا تاك وأوتو بيرج أنهم اكتشفوا العنصر في خام البلاتين وفي معدن الكولومبيت عن طريق التحليل بالأشعة السينية. كما وجدوا الرينيوم في الجادولينيت والموليبدينيت .  وفي عام 1928 استخرجوا 1 غرام من العنصر بمعالجة 660 كيلوغرام من الموليبدينيت. 

## التكنيشيوم
```
وكذلك أعلنوا إكتشاف العنصر رقم 43 في الجدول الدوري وأطلقو علية في بادئ الأمر اسم ماسوريوم (نسبة إلي Masuria في 
شرق بروسيا
 ). حيث قصفوا ال
كولومبيت
 
بحزمة
 من 
الإلكترونات
 واستنتجوا أن العنصر 43 كان موجودا من خلال فحص شكل 
طيف
 حيود 
الأشعة
 السينية. وقياس 
الطول الموجي
 للأشعة السينية المنتجة مع 
العدد الذري
 بواسطة صيغة فيزيائية كان قد إقترحها 
هنري موسلي
 . وقد أعن 
فالتر نوداك
 
وإيدا تاك
 
وأوتو بيرج
 عن اكتشاف إشارة خافتة للأشعة السينية بطول موجي ينتجه العنصر 43. ولم يتمكن المكتشفون المعاصرون من تكرار الاكتشاف، وفي الواقع تم رفض طريقة الأكتشاف لسنوات عديدة حتي عام 1998.
```

ولم يكن هذا النقاش موضع تساؤل حتى عام 1998. عندما أجرى جون ت. أرمسترونج من المعهد الوطني للمعايير والتكنولوجيا عمليات محاكاة حاسوبية للتجارب وحصل على نتائج قريبة جدًا من تلك التي أعلنها فالتر نوداك وإيدا تاك وأوتو بيرج عام 1925 .
وهو ما تم دعمة كذلك من خلال العمل الذي نشره ديفيد كيرتس من مختبر لوس ألاموس الوطني لقياس التواجد الطبيعي لالتكنيشيوم. لا يزال الجدل قائمًا حول ما إذا كان فريق عام 1925 قد اكتشف بالفعل العنصر 43.

## الحياة والتدرج الأكاديمي
ولد نوداك في برلين 1893 .و أصبح أستاذًا للكيمياء الفيزيائية بجامعة فرايبورغ عام 1935 و أستاذا كيميائيا في جامعة الرايخ في عام 1941 . تزوج لاحقا إيدا تاك وانتقل إلى جامعة بامبرج بعد الحرب العالمية الثانية ، وفي عام 1956 أصبح مديرًا لمعهد أبحاث الكيمياء الجيولوجية الذي تأسس حديثًا هناك. مات في برلين عام 1960.